# Женская Лига чемпионов ЕКВ 2009/2010
10-й розыгрыш женской Лиги чемпионов ЕКВ (50-й с учётом Кубка европейских чемпионов) проходил с 1 декабря 2009 по 4 апреля 2010 года с участием 16 клубных команд из 8 стран-членов Европейской конфедерации волейбола. Финальный этап был проведён в Каннах (Франция). Победителем турнира в 7-й раз в своей истории (с учётом Кубка чемпионов) и во 2-й раз подряд  стала итальянская команда «Фоппапедретти» (Бергамо).

## Система квалификации
12 мест в Лиге чемпионов 2009/2010 были распределены по рейтингу ЕКВ на 2009 год, учитывающему результаты выступлений клубных команд стран-членов ЕКВ в еврокубках на протяжении трёх сезонов (2005/2006—2007/2008). Согласно ему трёх участников получила возможность заявить Италия, по два — Россия, Польша и Франция, по одному — Турция, Хорватия и Румыния.
Ещё четыре места были распределены по специальному приглашению ЕКВ. Их получили Россия, Польша, Турция и Чехия.

## Команды-участницы
| Страна   | Команда                                 |                                    |
| -------- | --------------------------------------- | ---------------------------------- |
| Италия   | «Скаволини» (Пезаро)                    | Чемпион Италии 2009                |
| Италия   | «Асистел Воллей» (Новара)               | 2-й призёр чемпионата Италии 2009  |
| Италия   | «Фоппапедретти» (Бергамо)               | 3-й призёр чемпионата Италии 2009  |
| Россия   | «Динамо» (Москва)                       | Чемпион России 2009                |
| Россия   | «Университет-Технолог» (Белгород)       | Обладатель Кубка России 2008       |
| Россия   | «Заречье-Одинцово» (Московская область) | 2-й призёр чемпионата России 2009  |
| Польша   | «Мушинянка-Факро» (Мушина)              | Чемпион Польши 2009                |
| Польша   | «Алупроф» (Бельско-Бяла)                | 2-й призёр чемпионата Польши 2009  |
| Польша   | «Энион-Энергия» (Домброва-Гурнича)      | По итогам чемпионата Польши 2009   |
| Франция  | «Расинг Клуб де Канн» (Канны)           | Чемпион Франции 2009               |
| Франция  | АСПТТ «Мюлуз» (Мюлуз)                   | 2-й призёр чемпионата Франции 2009 |
| Турция   | «Фенербахче» (Стамбул)                  | Чемпион Турции 2009                |
| Турция   | «Вакыфбанк Гюнеш ТюркТелеком» (Стамбул) | По итогам чемпионата Турции 2009   |
| Хорватия | «Риека»                                 | Чемпион Хорватии 2009              |
| Румыния  | «Метал» (Галац)                         | Чемпион Румынии 2009               |
| Чехия    | «Модржанска» (Простеёв)                 | Чемпион Чехии 2009                 |

## Система проведения розыгрыша
Соревнования состоят из предварительного этапа, двух раундов плей-офф и финального этапа. На предварительном этапе 16 команд-участниц разбиты на 4 группы. В группах команды играют с разъездами в два круга. В плей-офф выходят по три лучшие команды из групп и одна команда, имеющая лучшие показатели среди занявших в группах четвёртые места. Из числа команд, вышедших в плей-офф, выбирается хозяин финального этапа и допускается непосредственно в финальный раунд розыгрыша.
12 команд-участниц 1/8 финала плей-офф делятся на пары и проводят между собой по два матча с разъездами. Победителем пары выходит команда, одержавшая две победы. В случае равенства побед победителем пары становится команда, имеющая лучшее соотношение партий по итогам двух встреч.
6 команд-участниц четвертьфинала плей-офф по такой же системе определяют трёх участников финального этапа, где к ним присоединяется команда-хозяин финала.
Финальный этап проводится в формате «финала четырёх» — полуфинал и два финала (за 3-е и 1-е места).

## Предварительный этап

### Группа А
| М | Команда                         | 1       | 2       | 3       | 4       | И | В | П | С/П   | О  |
| - | ------------------------------- | ------- | ------- | ------- | ------- | - | - | - | ----- | -- |
| 1 | «Расинг Клуб де Канн» Канны     |         | 3:1 1:3 | 3:0     | 3:0     | 6 | 5 | 1 | 16:4  | 11 |
| 2 | «Фоппапедретти» Бергамо         | 1:3 3:1 |         | 3:2 1:3 | 3:0     | 6 | 4 | 2 | 14:9  | 10 |
| 3 | «Университет-Технолог» Белгород | 0:3     | 2:3 3:1 |         | 3:0 3:2 | 6 | 3 | 3 | 11:12 | 9  |
| 4 | «Риека»                         | 0:3     | 0:3     | 0:3 2:3 |         | 6 | 0 | 6 | 2:18  | 6  |

1.12: Университет-Технолог — Расинг Клуб де Канн 0:3 (21:25, 17:25, 20:25).
3.12: Риека — Фоппапедретти 0:3 (16:25, 11:25, 24:26).
8.12: Расинг Клуб де Канн — Риека 3:0 (25:12, 25:16, 25:20).
9.12: Фоппапедретти — Университет-Технолог 3:2 (18:25, 23:25, 25:22, 25:11, 15:5).
16.12: Университет-Технолог — Риека 3:0 (25:15, 25:21, 25:11).
17.12: Расинг Клуб де Канн — Фоппапедретти 3:1 (25:19, 18:25, 25:14, 25:7).
6.01: Фоппапедретти — Расинг Клуб де Канн 3:1 (25:10, 25:22, 18:25, 25:20).
7.01: Риека — Университет-Технолог 2:3 (18:25, 16:25, 25:15, 25:23, 11:15).
12.01: Риека — Расинг Клуб де Канн 0:3 (22:25, 17:25, 28:30).
13.01: Университет-Технолог — Фоппапедретти 3:1 (25:22, 25:23, 20:25, 25:20).
19.01: Фоппапедретти — Риека 3:0 (25:19, 25:18, 25:17).
19.01: Расинг Клуб де Канн — Университет-Технолог 3:0 (25:16, 25:17, 25:13).

### Группа В
| М | Команда                                | 1       | 2       | 3       | 4       | И | В | П | С/П  | О  |
| - | -------------------------------------- | ------- | ------- | ------- | ------- | - | - | - | ---- | -- |
| 1 | «Скаволини» Пезаро                     |         | 2:3 3:2 | 3:0     | 3:0     | 6 | 5 | 1 | 17:5 | 11 |
| 2 | «Вакыфбанк Гюнеш Тюрк Телеком» Стамбул | 3:2 2:3 |         | 3:0     | 3:0 3:1 | 6 | 5 | 1 | 17:6 | 11 |
| 3 | «Энион-Энергия» Домброва-Гурнича       | 0:3     | 0:3     |         | 3:0 3:1 | 6 | 2 | 4 | 6:13 | 8  |
| 4 | АСПТТ «Мюлуз» .                        | 0:3     | 0:3 1:3 | 0:3 1:3 |         | 6 | 0 | 6 | 2:18 | 6  |

3.12: Скаволини — Энион-Энергия 3:0 (25:21, 25:12, 25:19).
3.12: АСПТТ Мюлуз — Вакыфбанк Гюнеш Тюрк Телеком 0:3 (24:26, 22:25, 20:25).
8.12: Энион-Энергия — АСПТТ Мюлуз 3:0 (25:14, 25:17, 25:23).
10.12: Вакыфбанк Гюнеш Тюрк Телеком — Скаволини 3:2 (22:25, 22:25, 25:19, 25:17, 15:13).
15.12: Энион-Энергия — Вакыфбанк Гюнеш Тюрк Телеком 0:3 (12:25, 18:25, 16:25).
17.12: Скаволини — АСПТТ Мюлуз 3:0 (25:13, 25:17, 25:22).
5.01: АСПТТ Мюлуз — Скаволини 0:3 (16:25, 15:25, 18:25).
6.01: Вакыфбанк Гюнеш Тюрк Телеком — Энион-Энергия 3:0 (25:22, 25:20, 25:18).
13.01: АСПТТ Мюлуз — Энион-Энергия 1:3 (14:25, 23:25, 25:19, 13:25).
14.01: Скаволини — Вакыфбанк Гюнеш Тюрк Телеком 3:2 (25:18, 25:23, 13:25, 21:25, 15:8).
19.01: Вакыфбанк Гюнеш Тюрк Телеком — АСПТТ Мюлуз 3:1 (22:25, 25:19, 25:10, 25:20).
19.01: Энион-Энергия — Скаволини 0:3 (23:25, 21:25, 19:25).

### Группа С
| М | Команда                | 1       | 2       | 3   | 4       | И | В | П | С/П   | О  |
| - | ---------------------- | ------- | ------- | --- | ------- | - | - | - | ----- | -- |
| 1 | «Фенербахче» Стамбул   |         | 3:0 3:2 | 3:0 | 3:0     | 6 | 6 | 0 | 18:2  | 12 |
| 2 | «Динамо» Москва        | 0:3 2:3 |         | 3:1 | 3:2 3:1 | 6 | 4 | 2 | 14:11 | 10 |
| 3 | «Модржанска» Простеёв  | 0:3     | 1:3     |     | 3:2     | 6 | 2 | 4 | 8:16  | 8  |
| 4 | «Алупроф» Бельско-Бяла | 0:3     | 2:3 1:3 | 2:3 |         | 6 | 0 | 6 | 7:18  | 6  |

1.12: Алупроф — Динамо 2:3 (25:20, 26:28, 25:15, 24:26, 11:15).
3.12: Фенербахче — Модржанска 3:0 (25:18, 25:11, 25:21).
9.12: Динамо — Фенербахче 0:3 (23:25, 20:25, 14:25).
9.12: Модржанска — Алупроф 3:2 (18:25, 25:18, 21:25, 27:25, 15:10).
15.12: Модржанска — Динамо 1:3 (17:25, 20:25, 25:19, 27:29).
17.12: Фенербахче — Алупроф 3:0 (25:22, 25:18, 25:19).
5.01: Алупроф — Фенербахче 0:3 (19:25, 21:25, 17:25).
6.01: Динамо — Модржанска 3:1 (27:25, 19:25, 25:13, 25:19).
12.01: Алупроф — Модржанска 2:3 (25:20, 25:19, 22:25, 15:25, 7:15).
14.01: Фенербахче — Динамо 3:2 (20:25, 14:25, 25:23, 25:18, 15:13).
19.01: Динамо — Алупроф 3:1 (25:17, 25:18, 22:25, 25:19).
19.01: Модржанска — Фенербахче 0:3 (20:25, 22:25, 21:25).

### Группа D
| М | Команда                               | 1       | 2       | 3       | 4       | И | В | П | С/П   | О  |
| - | ------------------------------------- | ------- | ------- | ------- | ------- | - | - | - | ----- | -- |
| 1 | «Асистел Воллей» Новара               |         | 0:3 3:1 | 3:2 2:3 | 3:0     | 6 | 4 | 2 | 14:9  | 10 |
| 2 | «Мушинянка-Факро» Мушина              | 3:0 1:3 |         | 3:0 0:3 | 1:3 3:0 | 6 | 3 | 3 | 11:9  | 9  |
| 3 | «Заречье-Одинцово» Московская область | 2:3 3:2 | 0:3 3:0 |         | 2:3 3:0 | 6 | 3 | 3 | 13:11 | 9  |
| 4 | «Метал» Галац                         | 0:3     | 3:1 0:3 | 3:2 0:3 |         | 6 | 2 | 4 | 6:15  | 8  |

1.12: Метал — Мушинянка-Факро 3:1 (20:25, 25:19, 25:22, 25:16).
3.12: Заречье-Одинцово — Асистел Воллей 2:3 (17:25, 27:25, 20:25, 25:18, 10:15).
10.12: Асистел Воллей — Метал 3:0 (25:18, 25:18, 28:26).
10.12: Мушинянка-Факро — Заречье-Одинцово 3:0 (25:20, 25:19, 25:22).
15.12: Метал — Заречье-Одинцово 3:2 (19:25, 18:25, 26:24, 25:16, 15:7).
17.12: Мушинянка-Факро — Асистел Воллей 3:0 (25:15, 25:14, 25:9).
6.01: Асистел Воллей — Мушинянка-Факро 3:1 (25:14, 23:25, 25:14, 25:22).
7.01: Заречье-Одинцово — Метал 3:0 (25:21, 25:20, 25:21).
13.01: Заречье-Одинцово — Мушинянка-Факро 3:0 (25:19, 25:21, 25:22).
13.01: Метал — Асистел Воллей 0:3 (19:25, 20:25, 18:25).
19.01: Асистел Воллей — Заречье-Одинцово 2:3 (25:20, 21:25, 19:25, 25:23, 9:15).
19.01: Мушинянка-Факро — Метал 3:0 (25:17, 25:21, 25:15).

### Итоги
По итогам предварительного этапа в 1-й раунд плей-офф вышли по три лучшие команды из групп. Хозяином финального этапа выбран «Расинг Клуб де Канн», получивший прямой допуск в финал четырёх. После этого определилась ещё одна команда — участница плей-офф из числа занявших в группах четвёртые места. Ею стал «Метал» (Галац).

## Плей-офф

### 1/8 финала
«Энион-Энергия» (Домброва-Гурнича) —  «Асистел Воллей» (Новара)
9 февраля. 2:3 (22:25, 18:25, 27:25, 25:23, 13:15).
16 февраля. 0:3 (18:25, 17:25, 20:25).
 «Динамо» (Москва) —  «Заречье-Одинцово» (Московская область)
9 февраля. 0:3 (20:25, 17:25, 19:25).
18 февраля. 3:1 (20:25, 28:26, 25:22, 25:20).
 «Метал» (Галац) —  «Фенербахче» (Стамбул)
10 февраля. 0:3 (21:25, 23:25, 15:25).
18 февраля. 0:3 (15:25, 25:27, 20:25).
 «Вакыфбанк Гюнеш Тюрк Телеком» (Стамбул) —  «Университет-Технолог» (Белгород)
11 февраля. 3:0 (25:12, 25:17, 25:16).
17 февраля. 3:0 (25:17, 25:16, 25:19).
 «Фоппапедретти» (Бергамо) —  «Мушинянка-Факро» (Мушина)
11 февраля. 3:0 (25:20, 25:23, 25:21).
18 февраля. 2:3 (25:21, 25:16, 21:25, 21:25, 5:15).
 «Модржанска» (Простеёв) —  «Скаволини» (Пезаро)
11 февраля. 1:3 (28:30, 25:19, 22:25, 24:26).
18 февраля. 0:3 (18:25, 18:25, 20:25).

### Четвертьфинал
«Вакыфбанк Гюнеш Тюрк Телеком» (Стамбул) —  «Асистел Воллей» (Новара)
2 марта. 1:3 (22:25, 23:25, 27:25, 16:25).
10 марта. 0:3 (22:25, 22:25, 23:25).
 «Заречье-Одинцово» (Московская область) —  «Фенербахче» (Стамбул)
4 марта. 0:3 (20:25, 15:25, 24:26).
11 марта. 0:3 (17:25, 22:25, 23:25).
 «Фоппапедретти» (Бергамо) —  «Скаволини» (Пезаро)
4 марта. 2:3 (25:20, 25:27, 26:24, 18:25, 12:15).
11 марта. 3:1 (25:18, 25:22, 20:25, 25:22).

## Финал четырёх
3—4 апреля.  Канны.
Участники:
 «Расинг Клуб де Канн» (Канны) 

 «Фоппапедретти» (Бергамо)

 «Асистел Воллей» (Новара)

 «Фенербахче» (Стамбул)

### Полуфинал
3 апреля
 «Фоппапедретти» —  «Асистел Воллей»
3:1 (25:20, 21:25, 25:19, 25:15)
 «Фенербахче» —  «Расинг Клуб де Канн»
3:2 (18:25, 25:19, 25:18, 17:25, 23:21)

### Матч за 3-е место
4 апреля
 «Расинг Клуб де Канн» —  «Асистел Воллей»
3:1 (26:24, 25:19, 25:18)

### Финал
| 4 апреля 2010 | \| «Фоппапедретти» (Бергамо) \| 3:2 cev.eu \| «Фенербахче» (Стамбул) \| \| Антонелла Дель Коре (16) Валентина Арригетти (8) Серена Ортолани (22) Франческа Пиччинини (21) Кристиане Фюрст (10) Элеонора Ло Бьянко (4) Энрика Мерло (либеро) Лючия Бозетти (2) Валентина Серена (2) Катерина Фанцини (1) \| Голы \| Седа Токатиоглу (10) Чигдем Расна (9) Екатерина Гамова (18) Наташа Осмокрович (31) Эда Эрдем (9) Фрауке Дирикс (7) Нихан Йелдан-Гюнейлигиль (либеро) Сонгюль Дикмен Алисе Блом (1) Наз Айдемир \| | Канны «Palais des Victoires» Зрителей: 4000 |
| Счёт по партиям — 25:22, 25:21, 22:25, 20:25, 15:9. Время матча — 2 часа 06 минут. Судьи: Зорица Белич, Дьюла Хобор. | | |
| «Фоппапедретти» (Бергамо) | 3:2 cev.eu | «Фенербахче» (Стамбул) |
| Антонелла Дель Коре (16) Валентина Арригетти (8) Серена Ортолани (22) Франческа Пиччинини (21) Кристиане Фюрст (10) Элеонора Ло Бьянко (4) Энрика Мерло (либеро) Лючия Бозетти (2) Валентина Серена (2) Катерина Фанцини (1) | Голы | Седа Токатиоглу (10) Чигдем Расна (9) Екатерина Гамова (18) Наташа Осмокрович (31) Эда Эрдем (9) Фрауке Дирикс (7) Нихан Йелдан-Гюнейлигиль (либеро) Сонгюль Дикмен Алисе Блом (1) Наз Айдемир |

### Итоги

#### Положение команд
| «Фоппапедретти» (Бергамо)     |
| «Фенербахче» (Стамбул)        |
| «Расинг Клуб де Канн» (Канны) |
| 4. «Асистел Воллей» (Новара)  |

#### Призёры
«Фоппапедретти» (Бергамо): Серена Ортолани, Катерина Фанцини, Сара Каррара, Кристиане Фюрст, Энрика Мерло, Лучия Бозетти, Валентина Серена, Франческа Пиччинини, Валентина Арригетти, Элеонора Ло Бьянко, Антонелла Дель Коре, Марина Дзамбелли. Главный тренер — Лоренцо Мичелли.
  «Фенербахче» (Стамбул): Ипек Сороглу, Нихан Йелдан-Гюнейлигиль, Сонгюль Дикмен, Фрауке Дирикс, Алисе Блом, Седа Токатиоглу, Екатерина Гамова, Чигдем Расна, Наташа Осмокрович, Эда Эрдем, Наз Айдемир, Мерве Таниль. Главный тренер — Ян де Брандт.
  «Расинг Клуб де Канн» (Канны): Карин Салинас, Амадея Дуракович, Катержина Букова, Марина Марченко, Ева Янева, Валентина Фьорин, Ана Антониевич, Мирела Делич, Александра Фомина, Ирина Полещук, Виктория Равва, Надя Чентони. Главный тренер — Янь Фан.

#### Индивидуальные призы
MVP: Франческа Пиччинини («Фоппапедретти»)
Лучшая нападающая: Надя Чентони («Расинг Клуб де Канн»)
Лучшая блокирующая: Майя Поляк («Вакыфбанк Гюнеш Тюрк Телеком»)
Лучшая на подаче: Наташа Осмокрович («Фенербахче»)
Лучшая на приёме: Антонелла Дель Коре («Фоппапедретти»)
Лучшая связующая: Элеонора Ло Бьянко («Фоппапедретти»)
Лучшая либеро: Энрика Мерло («Фоппапедретти»)
Самая результативная: Екатерина Гамова («Фенербахче»)